# Škarnice
Škarnice este o localitate din comuna Dobje, Slovenia, cu o populație de 109 locuitori.